# 람풍어
람풍어(Lampung) 또는 람풍어군(Lampungic)은 인도네시아 수마트라섬 남부에서 주로 람풍족에 속하는 사람들이 사용하는 오스트로네시아어족의 언어 또는 방언 연속체이다. 크게 람풍 아피(Lampung Api), 람풍 뇨(Lampung Nyo), 코메링(Komering)이라는 3개의 방언으로 구분된다. 코메링 방언는 람풍족과는 구분되는 민족정체성을 가진 코메링족이 사용하는데, 종종 람풍 아피 방언에 포함되기도 하고 아예 별개의 언어로 간주되기도 한다.
람풍어의 화자 수는 적지 않지만 언어가 사용되는 람풍 주에서 자바어나 인도네시아어의 영향력에 밀려 소수 언어이기 때문에 언어 소멸의 위험성이 제기되었고, 이에 따라 주 정부에서는 람풍어와 람풍 문자의 교육을 초중등교육에 포함하는 정책을 실시하고 있다.

## 같이 보기
- 인도네시아의 언어

## 참고 문헌
- Aliana, Zainul Arifin (1986). 《Ragam dan dialek bahasa Lampung》 [Varieties and dialects of Lampung language] (인도네시아어). Jakarta: Pusat Pembinaan dan Pengembangan Bahasa, Departemen Pendidikan dan Kebudayaan.
- Katubi, Obing (2007). “Lampungic languages: looking for new evidence of language shift in Lampung and the question of its reversal”. 《Studies in Philippine Languages and Cultures》 (SIL International) 16: 1–10. 2019년 4월 23일에 확인함.